# موسورو (تشاد)
موسورو هي بلدة في تشاد، تقع على بعد 300 كيلومتر (190 ميل) شمال شرق العاصمة نجامينا، على الطريق المؤدي إلى فايا لارجو. تعتبر مركز نقل مهم، وتقع في قاع مجرى جاف، ونتيجة لذلك تحتوي على غطاء نباتي وافر.[بحاجة لمصدر]
موسورو هي عاصمة إقيلم بحر الغزال. يوجد بها مطار موسورو. يسكن موسورو شعب القرعان ، وهم مجموعة عرقية في شمال تشاد. تعتبر مدينتهم التجارية والإدارية. يوم سوق موسورو هو الخميس. كانوا معروفين في الغالب بنشاطهم الزراعي.[بحاجة لمصدر]
توجد بموسورو مقر إقامة الرئيس الثاني في تشاد، بعد المقر الرئيسي في نجامينا (انظر الصور أدناه). المدينة هي أيضا المنطقة الرئيسية لتدريب الجيش في تشاد.[بحاجة لمصدر]

## صور

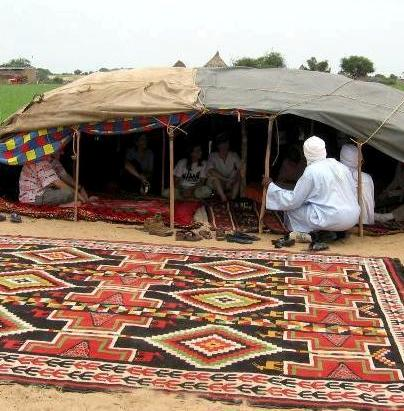
خيمة بدوية بالقرب من موسورو (2012)
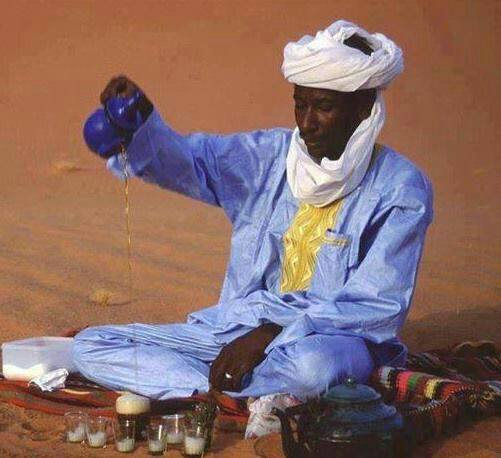
رجل يسكب الشاي (2015)
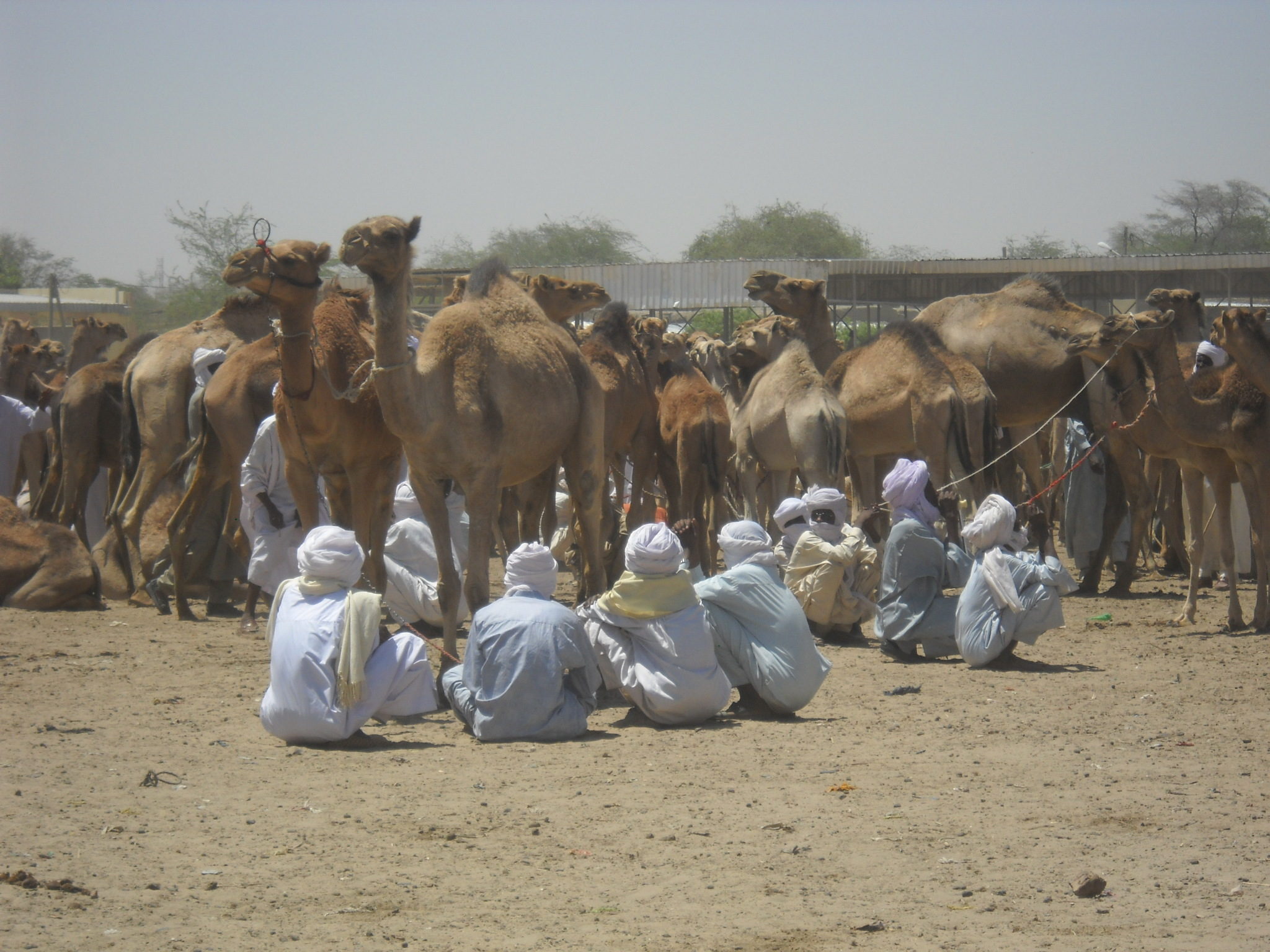
سوق الإبل الأسبوعي (مارس 2011)